# ŠK Odeva Lipany
ŠK Odeva Lipany là một câu lạc bộ bóng đá Slovakia, thi đấu ở thị trấn Lipany.

## Lịch sử
- 1925 Câu lạc bộ được thành lập
- 1929 Đổi tên thành ŠK Lipany
- 1937 Đổi tên thành ŠK Slávia Lipany
- 1946 Đổi tên thành  ŠK Sokol Lipany
- 1960 Đổi tên thành TJ Odeva Lipany
- 1990 Đổi tên thành FK Odeva Lipany
- 1994 Đổi tên thành FK Odeva Dukla Lipany
- Đổi tên thành ŠK Odeva Lipany[1]

## Đội hình hiện tại
Tính đến ngày 11 tháng 3 năm 2019

Ghi chú: Quốc kỳ chỉ đội tuyển quốc gia được xác định rõ trong điều lệ tư cách FIFA. Các cầu thủ có thể giữ hơn một quốc tịch ngoài FIFA.
| Số | VT | Quốc gia | Cầu thủ                   |
| -- | -- | -------- | ------------------------- |
| 1  | TM | Slovakia | Peter Bartoš (đội trưởng) |
| 4  | HV | Slovakia | Jozef Bujňák              |
| 6  | HV | Slovakia | Filip Špak                |
| 7  | TV | Slovakia | Slavomír Kraľovič         |
| 8  | TĐ | Slovakia | Michal Vilkovský          |
| 9  | HV | Ukraina  | Oleksiy Milyutin          |
| 10 | TV | Slovakia | Ján Dlugoš                |
| 11 | TĐ | Slovakia | Marcel Vysočan            |
| 12 | TV | Slovakia | Aleš Štroncer             |
| 13 | TĐ | Slovakia | Kristián Hirka            |
| 14 | HV | Slovakia | Peter Vitovič             |

| Số | VT | Quốc gia | Cầu thủ           |
| -- | -- | -------- | ----------------- |
| 16 | TV | Slovakia | Matej Hovančík    |
| 17 | TV | Slovakia | Lukáš Janič       |
| 18 | TĐ | Slovakia | Mikuláš Gomoľa    |
| 19 | HV | Slovakia | Richard Štefčák   |
| 20 | TV | Slovakia | Branislav Poremba |
| 21 | TV | Slovakia | Dávid Haščák      |
| 22 | TM | Slovakia | Martin Kapraľ     |
| 23 | HV | Slovakia | Radoslav Kamenec  |
| 29 | TĐ | Slovakia | Peter Sládek      |
| 44 | TV | Slovakia | Juraj Hovančík    |

Về các chuyển nhượng gần đây, xem Danh sách chuyển nhượng bóng đá Slovakia đông 2018-19.

## Cầu thủ đáng chú ý
Từng thi đấu cho các đội tuyển quốc gia tương ứng. Các cầu thủ có tên in đậm thi đấu cho đội tuyển quốc gia khi thi đấu cho ŠK.
- Miroslav Drobňák
- Martin Jakubko
- Ján Krivák
- Stanislav Varga
- Adam Zreľák